# Epidemia de baile de 1518

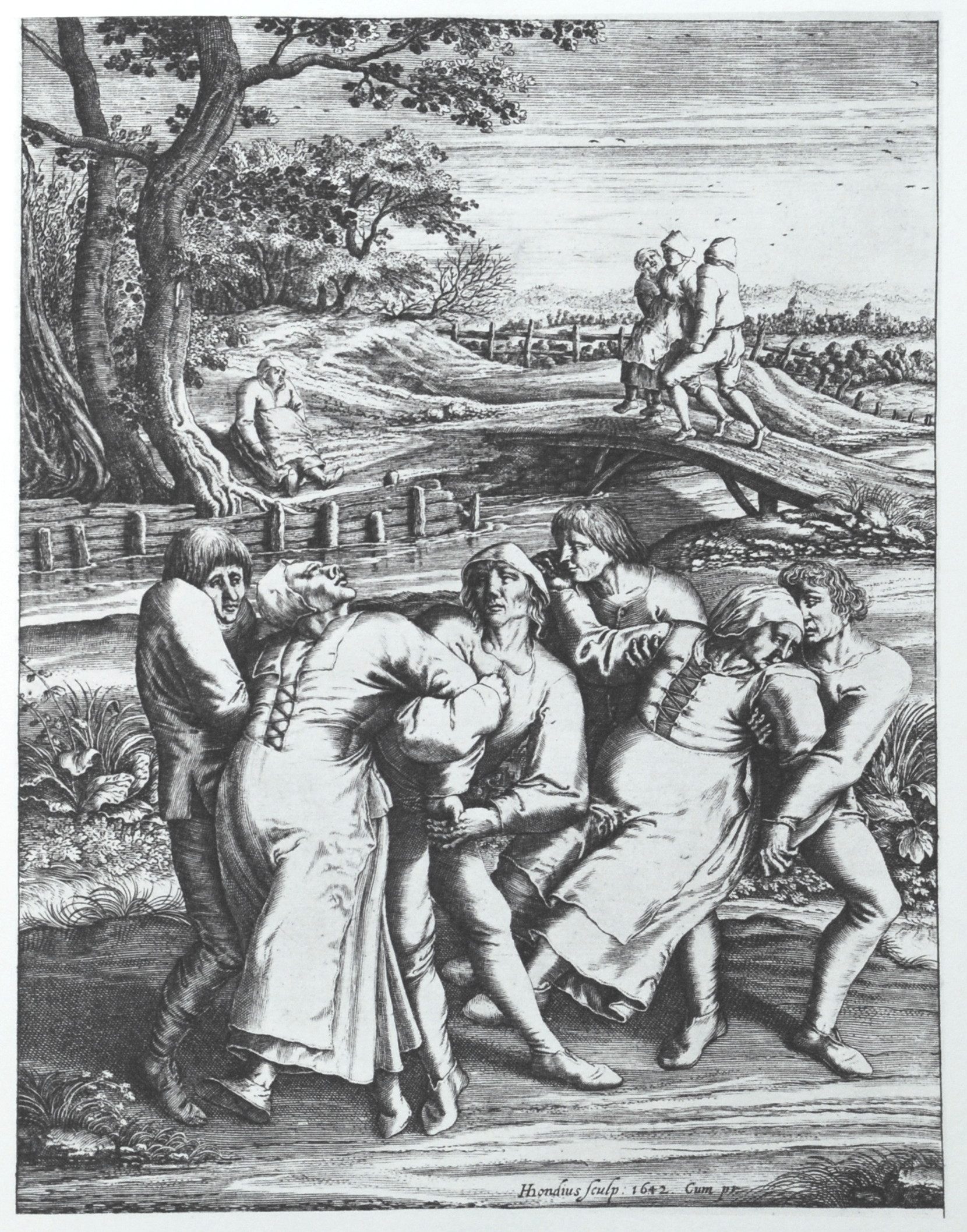
Grabado de Hendrik Hondius (1573 - 1649) basado en un dibujo de Pieter Bruegel el Viejo de 1564: peregrinación de afectados a la Iglesia de Sint-Jans-Molenbeek. cerca de Bruselas. Se cree que Breugel fue testigo ocular de estos hechos, en lo que pudo haber sido un brote tardío de la epidemia del baile.

La peste del baile (o la plaga de danza) fue un caso de coreomanía ocurrido en Estrasburgo, una ciudad del Sacro Imperio Romano Germánico (ahora al noreste de Francia), a mediados de 1518.
Se desconoce el origen de esta «epidemia», aunque se supone que se trató de un caso de histeria colectiva.

## Acontecimientos
Los hechos se iniciaron a mediados de julio de 1518, cuando una mujer comenzó a bailar fervorosamente en una calle de Estrasburgo. Esta situación se prolongó por tres días seguidos. En una semana se habían unido otras 34 personas, y en un mes, cerca de 400 bailarines. Algunas de estas personas finalmente murieron de ataques al corazón, eventos vasculares  cerebrales o agotamiento.
Documentos históricos tales como «apuntes de doctores, sermones, crónicas locales y regionales e incluso notas publicadas por el municipio de Estrasburgo» hacían énfasis en el hecho de que las víctimas bailaban.

A medida que la «epidemia» de baile empeoraba, nobles preocupados con lo acontecido buscaron el consejo de médicos locales, quienes descartaron causas astrológicas y en su lugar anunciaron que la epidemia se debía a una enfermedad causada por un aumento en la temperatura de la sangre. 

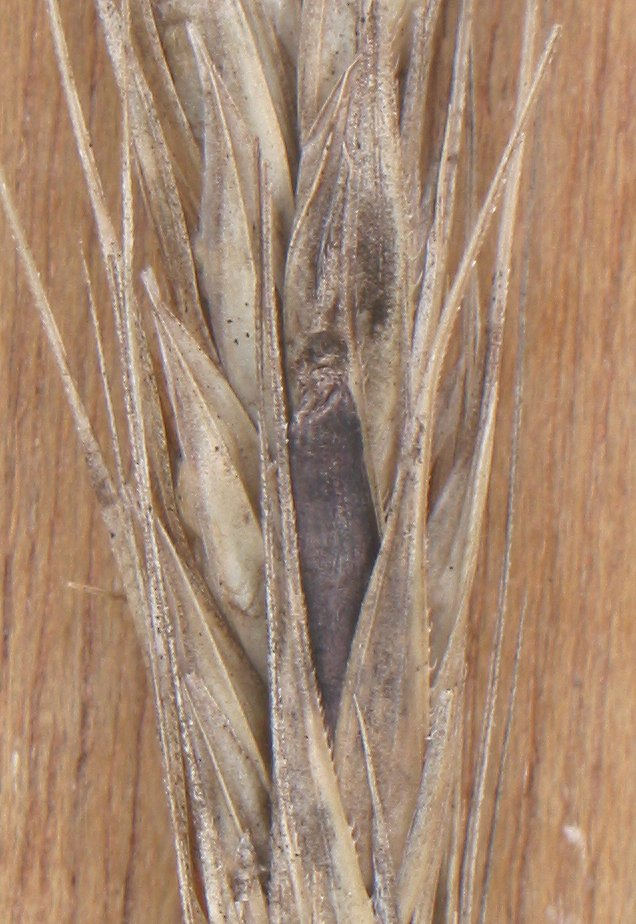
Cornezuelo infectando una espiga de centeno.

Sin embargo, en vez de prescribir sangrías, al principio, las autoridades de Estrasburgo pensaron que permitir el baile era parte de la cura. Incluso contrataron músicos y habilitaron escenarios. Sin embargo, al notar que la situación empeoraba, prohibieron la música y el baile, y recurrieron a medidas religiosas como peregrinaciones y rezos para detener la epidemia, en parte abriendo dos mercados e incluso construyendo un escenario. Lo anterior debido a que creían que si las personas bailaban día y noche, se mejorarían. Para incrementar la efectividad de la cura, incluso contrataron músicos para mantener a los enfermos bailando. Algunos de los bailarines fueron llevados a capillas, donde buscaron la cura de su enfermedad.
Las teorías modernas incluyen la intoxicación alimentaria por los productos tóxicos y psicoactivos de los hongos del cornezuelo, que crecen comúnmente en los granos de la familia del trigo (como el centeno o la cebada). La ergotamina es el principal producto psicoactivo de los hongos del cornezuelo, está estructuralmente relacionada con el fármaco recreativo dietilamida del ácido lisérgico (LSD-25) y es la sustancia a partir de la cual se sintetizó originalmente el LSD-25. El mismo hongo también ha sido implicado en otras grandes anomalías históricas, incluyendo los juicios de Salem.
El historiador británico John C. Waller propuso, en su libro A time to dance, a time to die: the extraordinary story of the dancing plague of 1518 (2008), que posiblemente una temporada de hambruna extrema pudo haber provocado fiebres altas que impulsaron momentos de desenfreno sin control.